# Сунь Цинхай
Сунь Цинхай (кит. 孫清海; род. 18 января 1988, Харбин) — китайский лыжник, участник Олимпийских игр в Ванкувере. Специализируется в спринтерских гонках.

## Карьера
В Кубке мира Сунь Цинхай дебютировал в марте 2006 года, в ноябре того же года, первый раз попал в тридцатку лучших на этапе Кубка мира, в эстафете. Всего на сегодняшний день имеет на своём счету 4 попадания в тридцатку лучших на этапах Кубка мира, 2 в личных и 2 в командных гонках. Лучшим достижением Суня в общем итоговом зачёте Кубка мира является 118-е место в сезоне 2010-11.
На Олимпиаде-2010 в Ванкувере принимал участие в двух гонках: спринт — 21-е место, командный спринт — 19-е место.
За свою карьеру принимал участие в одном чемпионате мира, на чемпионате 2007 года в Саппоро, стал 48-м в спринте.
Использует лыжи производства фирмы Fischer.